# Penstemon clevelandii
Espèce
Penstemon clevelandii  est une espèce de plantes de la famille des Plantaginacées, originaire d'Amérique du Nord. Elle est connue sous le nom de                                      Cleveland's Beardtonge en anglais.

## Description
Cette espèce est pérenne et native de Californie et peut atteindre 70cm de haut.